# Hassan Blasim
Hassan Blasim (arabiska: حسن بلاسم), född 1973 i Bagdad, är en irakisk-finsk författare, poet och filmregissör.
Han studerade vid Filmakademin i Bagdad till 1998 då han flyttade till Sulaymaniyya i Irakiska Kurdistan. 2004 kom han som flykting till Finland.
Som författare är han verksam på arabiska. Han uppmärksammades internationellt 2010 efter att den engelska översättningen av novellsamlingen Galningen från frihetstorget kom med på den långa listan inför Independent Foreign Fiction Prize. 2014 tilldelades han priset för boken Irakisk Kristus.
Några av hans verk har översatts till svenska av Jonathan Morén.

## Utmärkelser
- 2014: Independent Foreign Fiction Prize för Irakisk kristus